# Catedral Nueva (Lérida)
La Catedral nueva de Lérida es la sede episcopal católica de la diócesis de Lérida.
El templo fue construido entre los años 1761 y 1781 con donativos del rey Carlos III, aportaciones económicas de los propios leridanos y también la del obispo Joaquín Sánchez. Esto fue debido a que la Antigua catedral, tras la guerra de la Sucesión, había quedado requisada para ser utilizada como fortaleza y bastión militar.
Presenta un estilo barroco muy depurado, con influencia del clasicismo academicista francés. Está situada en el eje comercial de la ciudad de Lérida y frente al antiguo Hospital de Santa María.

## Historia
Cuando la ciudad fue conquistada por los soldados de Felipe V en el marco de la Guerra de sucesión española (1707), las tropas borbónicas convirtieron la catedral (Seo Vieja) en cuartel militar y la actividad litúrgica se tuvo que trasladar a la iglesia de San Lorenzo. Bajo el reinado de Fernando VI se intentaron recuperar las funciones eclesiásticas de la antigua catedral, infructuosamente, y el obispado se vio obligado a construir una nueva sede. 
Carlos III de España concedió el permiso y parte de la financiación para construir la nueva catedral, bajo la condición de abandonar las intenciones de recuperar la Seo Vieja como sede del obispo. Se pensó primero en el mismo lugar que ocupaba la iglesia de San Lorenzo, pero el capítulo se opuso. Finalmente se optó por el solar del antiguo pósito con una clara apuesta por el eje de la parte baja de la ciudad.
La primera piedra de la nueva catedral fue colocada por el obispo Manuel Macías Pedrejón el 15 de abril de 1761. La nueva catedral fue planeada por Pedro Martín Cermeño, un arquitecto militar, y la construcción dirigida y modificada por el arquitecto real Francesco Sabatini, y otros. En 1781 fue consagrada y se dio por concluida en 1790.

## Descripción
Se trata de una iglesia de tres naves de igual altura, separadas por pilares y contrafuertes entre los que se sitúan las capillas laterales, cubiertas por bóvedas vaídas. La disposición general, deudora de esquemas góticos catalanes, con organización de planta de salón, potencia el espacio unitario y establece la continuación de las naves laterales en el deambulatorio, ordenando las dependencias anexas a este en dos cuerpos de forma rectangular que rodean la cabecera y la girola absidial.

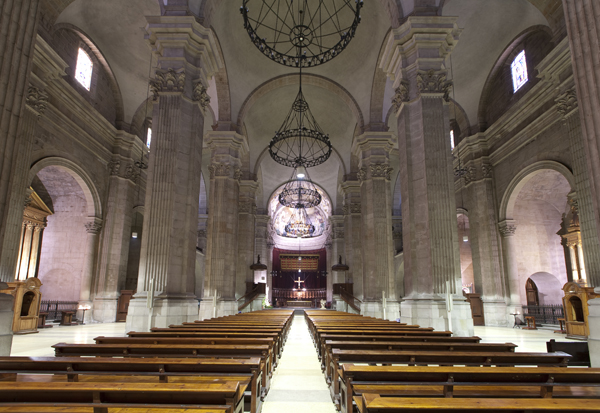
Interior

Los elegantes pilares que dividen las naves llevan adosadas cuatro pilastras corintias de fuste estriado, y se elevan sobre altos plintos coronándose con un sobrecapitel a modo de arquitrabe o friso, sobre el que se asientan las bóvedas. La composición de la fachada tiene precedentes en la tradición hispano-lusa de finales del Renacimiento, siendo una clara muestra del barroco clasicista, muy en línea del eclecticismo profesado por los ingenieros militares. 
El cuerpo central de la fachada sigue esquemas del barroco romano, impregnados de palladianismo. Presenta una lonja abierta de tres arcos de medio punto y un edículo que intenta romper la horizontalidad a la vez que remarca de la crujía central. Una sencilla balaustrada remata el conjunto. Las torres de los laterales, de tres pisos, repiten en su cuerpo inferior el rítmico motivo de las pilastras pareadas que se repite en toda la fachada.
Es obligada la referencia a las modificaciones que sufrió el proyecto original de Cermeño. Algunas fueron impuestas por la topografía del terreno, ya que si bien se suponía que el terreno estaba a nivel, en realidad hubo que ajustarlo a la pendiente que existía hacia la fachada. Cermeño había proyectado cinco escalones y finalmente fueron necesarios, además de los cuatro del atrio, otros quince en la escalinata principal de acceso.
Se suprimió también un cuerpo intermedio de las torres, quedando estas mucho más bajas, y se redujo el ático del cuerpo principal de la fachada a la vez que se simplificó su diseño. Otra variación fue dotar al templo de doble cubierta, pues en el proyecto (la maqueta original se exhibe en las dependencias capitulares), la idea era hacer una azotea. En el interior del templo, la modificación más visible es la conversión de los pilares y arcos del ábside en muro continuo por la parte del presbiterio, mientras se mantienen adosados en la girola. 

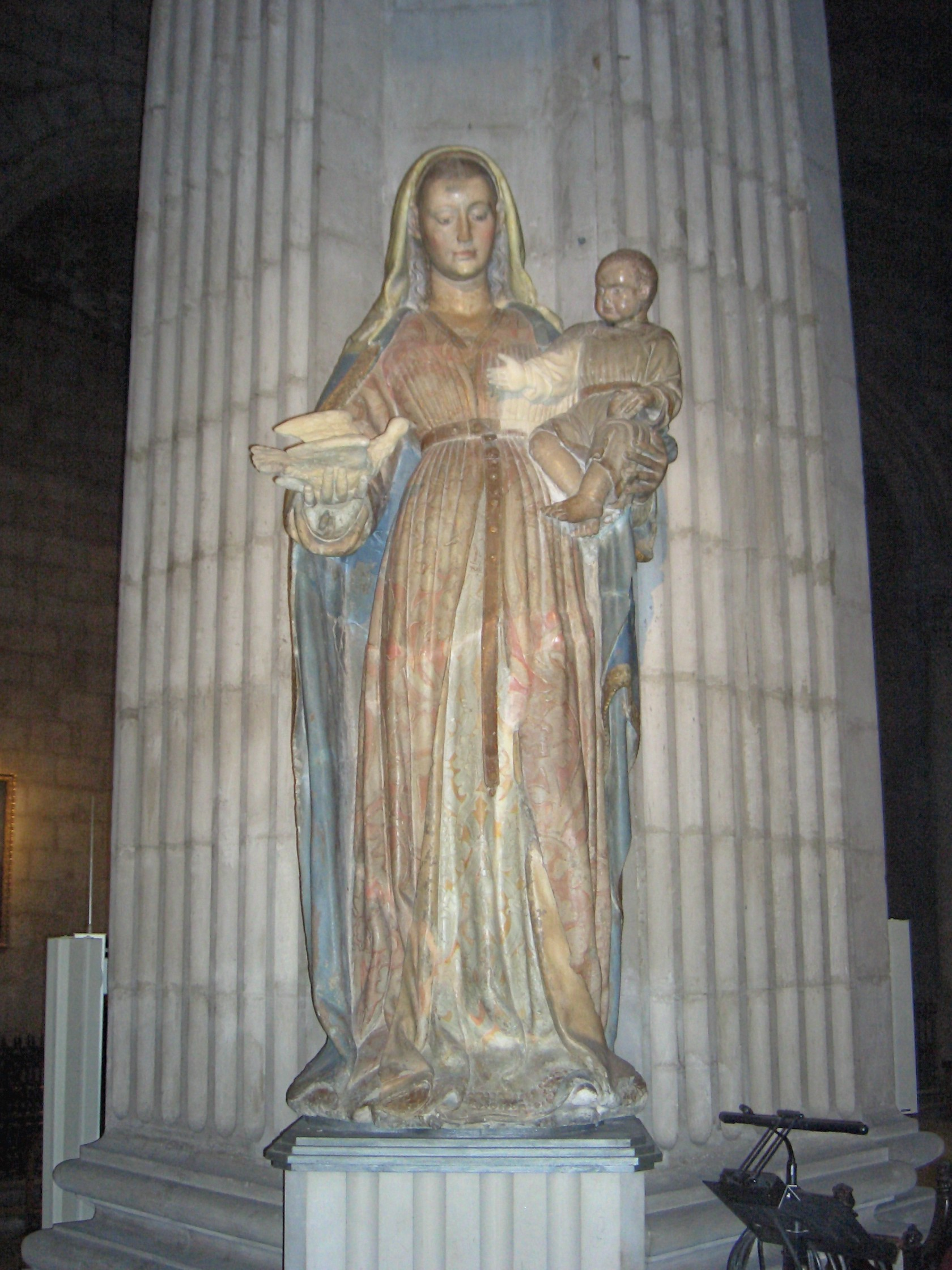
La Verge del Blau

El templo acoge la imagen de la Virgen de Montserrat, obra Josep Obiols (1959). También se venera la Verge del Blau, que según cuenta la leyenda, debe su nombre al "blau" (cardenal o hematoma) que le hizo en la frente el escultor al lanzarle un martillo, al ver que durante uno de sus viajes, un discípulo suyo había finalizado la escultura con más éxito que él.
El antiguo coro, obra de Lluís Bonifás Massó, de estilo Barroco, fue destruido durante la guerra civil española.